# Vladelektra blagoderovi
Vladelektra blagoderovi (лат.) — ископаемый вид длинноусых двукрылых, единственный в составе рода Vladelektra из семейства Keroplatidae. Обнаружены в бирманском янтаре (меловой период, Мьянма).

## Описание
Мелкие двукрылые насекомые. Длина тела 2,2—2,3 мм; крылья: 1,5—1,6 мм. Ротовой аппарат редуцирован. Щупики трехчлениковые, крайний апикальный сегмент с субвершинной ямкой, членик щетинистый на вершине; жгутик усики с 14 цилиндрическими члениками (наиболее длинные в основании, короткие на вершине); мезонотум спереди и сзади с длинными торчащими волосками; скутеллюм с длинными волосками на задней вершине. Крылья прозрачные, со стёртыми основаниями медиальной и кубитальной жилок; радиально-медиальное слияние (Rs+M) не видно; жилка R2+3 (у самца) оканчивается на C ближе к концу R4+5, чем к R1 (у самки R2+3 отсутствует); жилка CuP отсутствует; тазики длинные (все одинаковой длины). Голени со щетинками, не расположенными рядами; лапки короче длины тела; формула шпор голеней: 1-2-2. Брюшко длинное, тонкое, сверху с редкими волосками. Гипопигий самца с длинными тонкими гонококсами и гоностилями; гоностилус с тёмно-склеротизированным раздвоенным концом; эпандриум узкий; присутствует тергальная аподема.

## Классификация и этимология
Вид был впервые описан в 2020 году американским диптерологом Нилом Эвенхусом
(Gressitt Center for Research in Entomology, Bernice Bishop Museum, Гонолулу, Гавайи, США).
Систематическое положение остаётся неясным, так как Vladelektra демонстрирует признаки Keroplatidae (s. str.) (жилкование крыльев) и бывшего семейства Lygistorrhinidae (в 2020 году включённому в состав Keroplatidae в ранге подсемейства Lygistorrhininae). Вид и род были названы в честь энтомолога Владимира Благодерова.